# 乌斯佩诺夫卡村委员会 (扎维京斯克区)
乌斯佩诺夫卡村委员会（俄语：Успеновский сельсовет）是俄罗斯联邦阿穆尔州扎维京斯克区所属的一个村委员会。其下辖有2个居民点，行政中心为乌斯佩诺夫卡。据2016年统计，该村委员会的人口为484人。